# Station Ogorzelec
Station Ogorzelec is een voormalig spoorwegstation in de Poolse plaats Ogorzelec.